# Listen to the Voices
Listen to the Voices – ósmy album studyjny Juniora Reida, jamajskiego wykonawcy muzyki roots reggae i dancehall.
Płyta została wydana w roku 1996 przez waszyngtońską wytwórnię RAS Records. Produkcją krążka zajął się sam wokalista.

## Lista utworów
1. "Listen to the Voices"
2. "Annie"
3. "Bad Boys"
4. "Utilize the Church"
5. "Cross Fire"
6. "Grammy"
7. "Rasta World Dance"
8. "Rise and Shine"
9. "Dog Eat Dog"
10. "Got to Have His Majesty"
11. "Showers of Blessing"
12. "Afraid a Nuh Monster"
13. "Flex Me"
14. "Reggae Rock"
15. "Listen to the Voices" (remix)

## Muzycy
- Daniel "Axeman" Thompson - gitara
- Chris Meredith - gitara basowa
- Aston "Familyman" Barrett - gitara basowa
- Melbourne "George Dusty" Miller - perkusja
- Herman "Bongo Herman" Davis - perkusja
- Leroy "Horsemouth" Wallace - perkusja
- Wilburn "Squidley" Cole - perkusja
- Dean Fraser - saksofon
- Heather Cummings - chórki